# Live at Barker Hangar
Live at Barker Hangar est un album live du groupe de rock australien INXS enregistré le 8 mai 1993 au Barker Hangar de l'aéroport de Santa Monica en Californie aux États-Unis et sorti exclusivement au format numérique le 4 octobre 2005. 

## Liste des titres
1. Communication
2. Days Of Rust
3. The Gift
4. The Loved One
5. Cut Your Roses Down
6. Taste It
7. Need You Tonight
8. Mediate
9. Full Moon, Dirty Hearts
10. Please (You Got That...)
11. Suicide Blonde
12. I Send a Message
13. All Around
14. What You Need
15. New Sensation
16. Kick
17. Devil Inside
18. Heaven Sent
19. Time
20. The Messenger